# کاریفه
کاریفه (به ایتالیایی: Carife) یک کومونه در ایتالیا است که در استان آولینو واقع شده‌است.

## خصوصیات
کاریفه ۱۶٫۶۲ کیلومترمربع مساحت و ۱٬۵۸۰ نفر جمعیت دارد و ۷۴۰ متر بالاتر از سطح دریا واقع شده‌است.